# Perdita nigroclypeata
Perdita nigroclypeata är en biart som beskrevs av Timberlake 1964. Perdita nigroclypeata ingår i släktet Perdita och familjen grävbin. Inga underarter finns listade i Catalogue of Life.